# Sista Minuten
Sista Minuten är den svenska hip-hopduon Medinas fjärde album från 2013. Det är ett album där musikgenrer blandas och låtarna influeras av bl.a. hiphop, raï, house och dancehall. Sista Minuten har två världsnamn som gästspelar; raï-kungen Khaled (’C’est la vie’) och dancehall-legendaren Kevin Lyttle (’Turn Me On’). 

## Låtlista
| Spår | Låt Titel                     | Producent/er                                   | Medverkande Gäst/er | Tid  |
| ---- | ----------------------------- | ---------------------------------------------- | ------------------- | ---- |
| 1    | Sista Minuten (Intro)         |                                                |                     | 0:50 |
| 2    | Sista Minuten                 |                                                |                     | 3:35 |
| 3    | Festival                      |                                                |                     | 3:12 |
| 4    | Miss Decibel                  | Kawar KJ Jamal, Joakim JOKER Sandström         |                     | 3:16 |
| 5    | Sommarcrush                   |                                                | Vanessa Liftig      | 3:26 |
| 6    | Mitt liv i din hand           |                                                |                     | 3:32 |
| 7    | Mirakel                       |                                                |                     | 3:36 |
| 8    | Weekend                       |                                                |                     | 3:19 |
| 9    | Där palmerna bor (BONUSTRACK) | Kawar KJ Jamal, Joakim JOKER Sandström, Medina |                     | 3:46 |
| 10   | Larosa                        |                                                | Cheb Khaled         | 2:49 |
| 11   | Låt Flaggorna vifta           |                                                |                     | 3:15 |
| 12   | En gång till                  |                                                |                     | 3:16 |
| 13   | Ge mig mer                    |                                                | Kevin Lyttle        | 3:23 |
| 14   | Ça va                         |                                                |                     | 2:34 |
| 15   | Oändlig                       |                                                | Miss Relli          | 3:37 |
| 16   | Outro                         |                                                |                     | 0:51 |